# Michail Lyschin
Michail Lyschin (russisch Михаил Лыжин, wiss. Transliteration Michail Lyžin; * 9. August 1973) ist ein ehemaliger sowjetisch-russischer Freestyle-Skier. Er startete in der Buckelpisten-Disziplin Moguls.

## Werdegang
Lyschin, der für den Spartak Tomsk startete, nahm von 1990 bis 1992 an sechs Weltcups teil und erreichte dabei in der Saison 1990/91 mit dem 12. Platz in Tignes sowie in Skole seine beste Platzierung. Bei den Weltmeisterschaften 1991 in Lake Placid belegte er den 32. Platz und bei den Olympischen Winterspielen 1992 in Albertville den 36. Rang. Letztmals international startete er bei den Weltmeisterschaften 1993 in Altenmarkt-Zauchensee, wobei er den 41. Platz errang.

## Erfolge

### Olympische Spiele
- 1992 Albertville: 36. Platz Moguls

### Weltmeisterschaften
- 1991 Lake Placid: 32. Platz Moguls
- 1993 Altenmarkt: 41. Platz Moguls

## Weltcup-Gesamtplatzierungen
| Saison  | Gesamt | Gesamt | Moguls | Moguls |
| Saison  | Punkte | Platz  | Punkte | Platz  |
| ------- | ------ | ------ | ------ | ------ |
| 1990/91 | 4      | 85.    | 28     | 30.    |
| 1991/92 | –      | –      | 2      | 56.    |